# Kuvrat

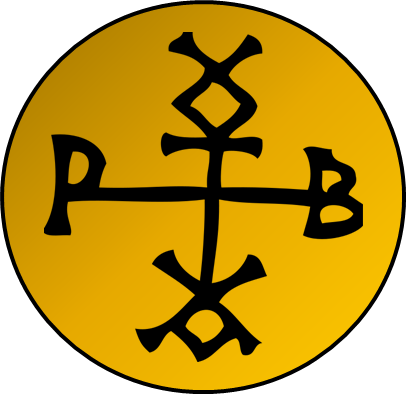
Kuvrat jele

Kuvrat onogur-bolgár uralkodó volt a Dulo nemzetségből a 7. században, az onogur-bolgár birodalom alapítója.

## Élete

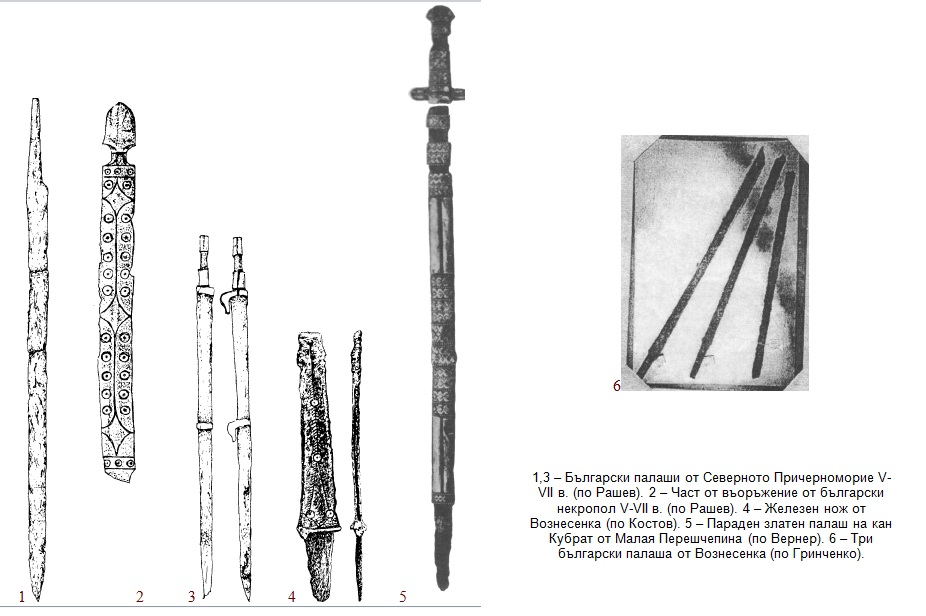
5 - Kuvrat kán arany markolatú kardja (Werner szerint)

A Dulo nemzetség neve talán összekapcsolható a magyar krónikákban előforduló Dula alán fejedelem nevével, de a gyula címmel nem. 630-ban sikeres avarellenes lázadása következtében Bizáncra támaszkodva megalakította a Fekete-tengertől északra eső területen az onogurok élén az onogur-bolgár birodalmat. Egyesek szerint az avar-ellenes lázadása egybekapcsolható a szintén ez időben zajlott pannóniai bolgár lázadással, melynek célja a megürült kagáni szék egy bolgár személy által történő betöltése volt. Kuvrat Bizáncban nevelkedett, ahol patríciusi rangra emelkedett, megkeresztelkedett.
1912-ben az ukrajnai Poltava mellett Mala Pereščepinóban találtak egy gazdag leletegyüttest, melyet az ő sírjaként értelmeznek. Az azonosítást pecsétgyűrűje tette bizonyossá, amelyen rovásírással írt neve Hovratu alakban olvasható.
Kuvrat halála után birodalma a fiai között kitört belháború miatt meggyengült, amit a kazárok és a magyar törzsszövetség felszámolt. Országát a magyarok foglalták el, amit a magyar krónikákból Etelközként ismerünk.

## Kuvrat fiai

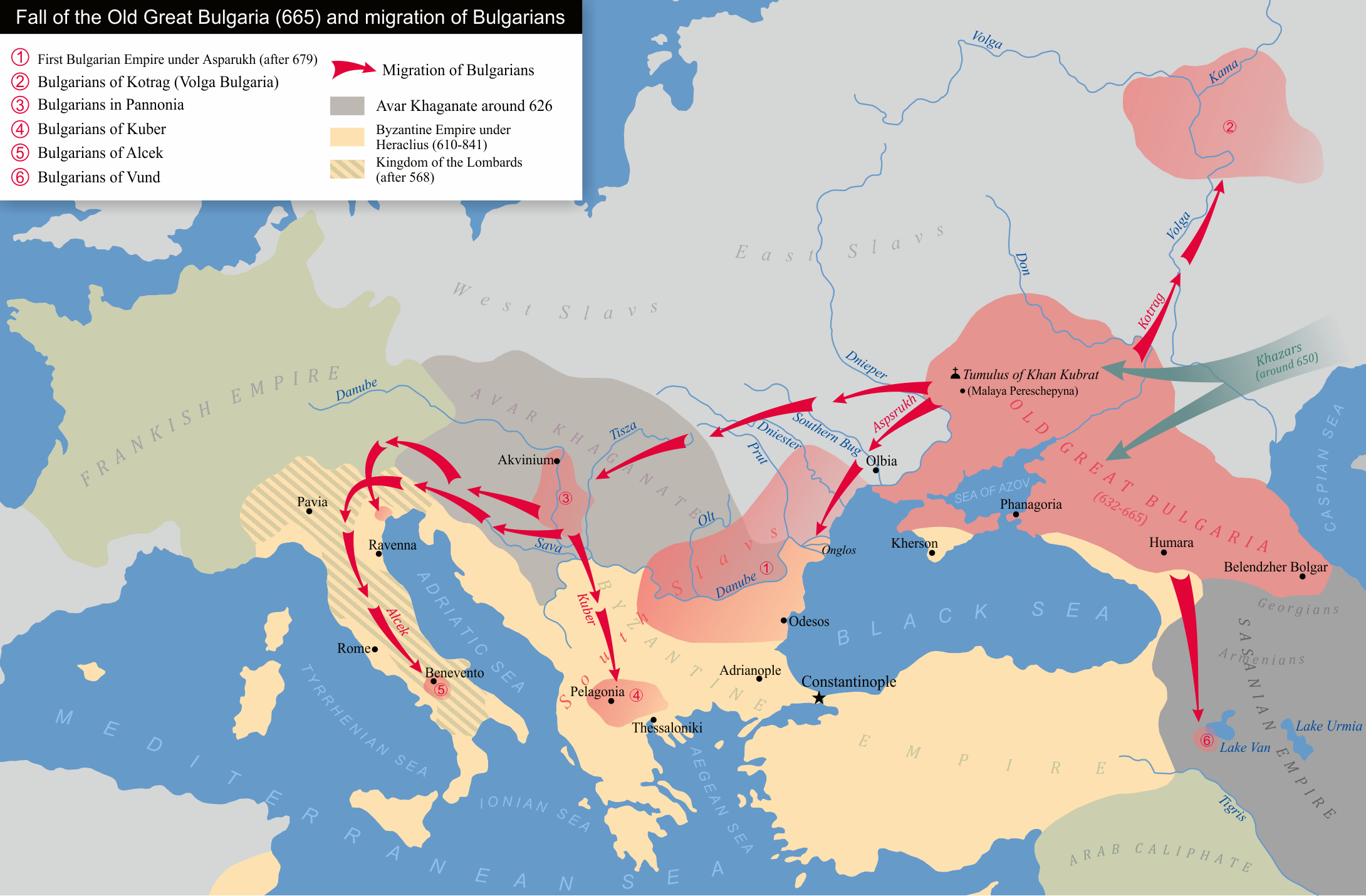
Az onogur-bolgár birodalom bukása (665) és a bolgár törzsek vándorlása:
1 - Aszparuh (Első Bolgár Birodalom),
2 - Kotrag bolgárjai (Volgai Bolgárország),
3 - bolgárok Pannoniában,
4 - Kuber bolgárjai,
5 - Alcek bolgárjai,
6 - Vund bolgárjai.

Kuvratnak öt fia volt. Halála után birodalma és népe megoszlott öt fia között. Ezek közül a legidősebb, Batbaján „az ősi földön maradt mindmáig” – írja Niképhorosz a Breviarium Historicum c. művében. Nem sokkal később a kazárok fennhatósága alá került népe és földje, adófizetőjük lett.
A második fiú, Kotrag átkelt a Don folyón, és ott telepedett meg. Később a bolgárok ezen csoportja északra vándorolt, és megalapították a Volgai Bolgárországot. Róna-Tas András szerint a nyugatra vándorló magyar törzsekből kiszakadt rész csatlakozott a bolgárokhoz. Első útja során 1236-ban Julianus barát a volgai bolgár állam területén vagy annak közelében akadt rá a Magna Hungariában elő magyarokra.
A harmadik testvér, Aszparuh embereivel az Onglos (az Al-Duna vidéke) nevű területre vándorolt. Vitatottak a kuvrati állam felbomlásának körülményei. Amennyiben egy belharcok utáni tudatos szétvándorlásról van szó, úgy Aszparuh nyugatra vándorlása is öncélú volt, és így a kazárok benyomulása csak a hatalmi űr kihasználása volt. Ha viszont hitelt adunk annak, hogy Magna Bulgáriát a kazárok döntötték meg, akkor Aszparuh népének mozgása menekülés lehetett. Később, 680 nyarán egy sikertelen bizánci támadást követően, ezen bizánci csapatokat üldözve eljutottak a mai Várna környékére, és ott telepedtek le a császárral kötött békekötés után.
A negyedik fiú, aki valószínűleg Kuber bolgár herceggel azonos, átkelt a Dunán és az avar fennhatóságát elismerve, Pannoniában telepedett le. Feltehetőleg a kagán az újabb lázadást megakadályozandó, Kubert áttelepítette a Dél-Alföldre, a mai Szeged magasságába, ahol a saját onogur-bolgárjai helyett korábban a Bizánci birodalomból hadifogolyként elhurcolt emberek elöljárója lett. Azonban Kuber és bizánci-szláv, keresztény-pogány vegyes népe így is fellázadt, és délre vonult. Thesszalonikinél telepedtek le. A Szent Demeter csodáiban leírtak alapján a bizánci népség akart hazaköltözni apáik földjére, Kuber pedig eleget tett a nép akaratának. A lázadás előtt a nép szállásterületének pontos helyszíne ismeretlen, azonban mielőtt Kuber és népe elérte a Dunát, 5-6 alkalommal megütköztek az avar kagánnal, és legyőzték őket. Az csaták száma pedig arról tanúskodik, hogy a Dunától valamivel északabbra élhettek.
Az ötödik fiú története a legproblémásabb. Niképhorosz és Theophanész szerint a Ravenna környéki Pentapolisban állapodott meg, és a rómaiak adófizetője lett. Itáliában élt egy Alcek nevű bolgár herceg, akinek azonosítása gondot okoz a kutatóknak. Alcek, „aki Paulus diakónus szerint Grimoald király idején (662-671) a longobárd Itáliába telepedett”, egyes feltételezések szerint azonos lehet a pannóniai lázadást vezető, majd a bajorországi tizedelést túlélő Alciocussal. Azonban Szádeczky-Kardoss Samu szerint ennél valószínűbb, hogy Alcek Kuvrat ötödik fia volt.